# Latouchia calcicola
Latouchia calcicola (лат.) — вид мигаломорфных пауков рода Latouchia из семейства Halonoproctidae.

## Этимология
Видовой эпитет L. calcicola на латинском языке означает «обитатель известняка».

## Распространение и экология
Китай: Хайнань. Этот вид строит норы в расщелинах среди скал в известняковой пещере типового местонахождения. Все отверстия норок были закрыты мелкими каменными гранулами, а у некоторых норок на ободке входа в нору были обнаружены мелкие веточки и фрагменты разложившихся листьев.

## Описание
Пауки среднего размера, длина около 1 см. Формула ног 4123. По общей форме вульвы самка сходна с довольно удалённым географически вьетнамским видом L. stridulans Decae, 2019; однако её можно отличить по наиболее широкой части стебля вульвы у основания, тогда как у L. stridulans наиболее широкая часть стебля находится в срединной части. Кроме того, самка отличается от L. stridulans следующим: на хелицерах отсутствуют ретролатеральные стридуляционные гребни и имеется полоса шипиков на вентро-заднем углу coxae I—III, тогда как у L. stridulans ретролатеральная сторона хелицер имеет стридуляционные гребни и нет полосы шипиков на заднем углу любой coxa. Этот вид также можно отличить от географически близких L. wenruni, L. yuanjingae и L. yejiei по наличию полосы шипиков на заднем углу coxa I—III.